# Kanton Saint-Jean-du-Gard

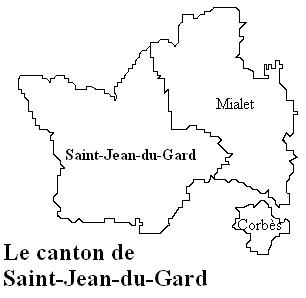
Der ehemalige Kanton Saint-Jean-du-Gard

Der Kanton Saint-Jean-du-Gard war ein französischer Wahlkreis im Département Gard und im Arrondissement Alès. Er hatte den Hauptort Saint-Jean-du-Gard und wurde 2015 im Rahmen der landesweiten Neugliederung der Kantone aufgelöst.
Der Kanton umfasste Wahlberechtigte aus drei Gemeinden:
| Gemeinde           | Einwohner Jahr | Fläche km² | Bevölkerungsdichte | Code INSEE | Postleitzahl |
| ------------------ | -------------- | ---------- | ------------------ | ---------- | ------------ |
| Corbès             | 167 (2013)     | 3,28       | 51 Einw./km²       | 30094      | 30140        |
| Mialet             | 592 (2013)     | 30,76      | 19 Einw./km²       | 30168      | 30140        |
| Saint-Jean-du-Gard | 2706 (2013)    | 41,64      | 65 Einw./km²       | 30269      | 30270        |